# Aires de Carvalho
Aires Manuel Jacinto Carvalho (Lavradio, Barreiro, 10 de Outubro de 1952 — Barreiro, 5 de Janeiro de 2003), foi um político português. Destacou-se como um distinto líder do Partido Socialista no Distrito de Setúbal, e exerceu como deputado na Assembleia da República.

## Biografia

### Nascimento
Nasceu em 19 de Outubro de 1952, na freguesia do Lavradio, parte do concelho do Barreiro.

### Carreira profissional e política
A sua profissão era técnico de verificação tributária da Direcção-Geral de Contribuições e Impostos.
Em 1976 tornou-se militante no Partido Socialista, tendo sido uma das figuras mais destacadas da delegação do Barreiro daquele partido. Foi o principal responsável pela criação e desenvolvimento do núcleo do partido no Lavradio, o qual liderou desde 1982. Em 1992 tornou-se presidente da Comissão Política da divisão do Barreiro do Partido Socialista, cargo que desempenhou até ao seu falecimento. Em 1994 alcançou o posto de presidente da Federação Distrital do Partido Socialista, e nesse mesmo ano foi eleito como deputado na Assembleia da República, tendo exercido desde 1995 até à sua morte. Foi deputado pelo Partido Socialista, eleito pelo círculo de Setúbal, tendo participado nas VII, VIII e IX Legislaturas. Na altura do seu falecimento, era o único candidato conhecido para a liderança da Federação Distrital de Setúbal do Partido Socialista, cujas eleições estavam programadas para Março desse ano.

### Falecimento e homenagens
Faleceu na tarde do dia 5 de Janeiro de 2003, no Hospital Distrital do Barreiro, onde estava internado desde 30 de Dezembro devido a um acidente vascular cerebral.
O funeral teve lugar no Cemitério do Lavradio, tendo sido acompanhado por um grande número de pessoas, incluindo Ferro Rodrigues e outras altas figuras do Partido Socialista, representantes do Partido Comunista Português e do Bloco de Esquerda, o presidente da Assembleia da República, Mota Amaral, e o vice-presidente, Narana Coissoró.
Foi homenageado pelo Jornal Rostos como Rosto Memória do Ano 2003.